# Pogonolobus reticulatus
Pogonolobus reticulatus là một loài thực vật có hoa trong họ Thiến thảo. Loài này được F.Muell. miêu tả khoa học đầu tiên năm 1858.

## Hình ảnh

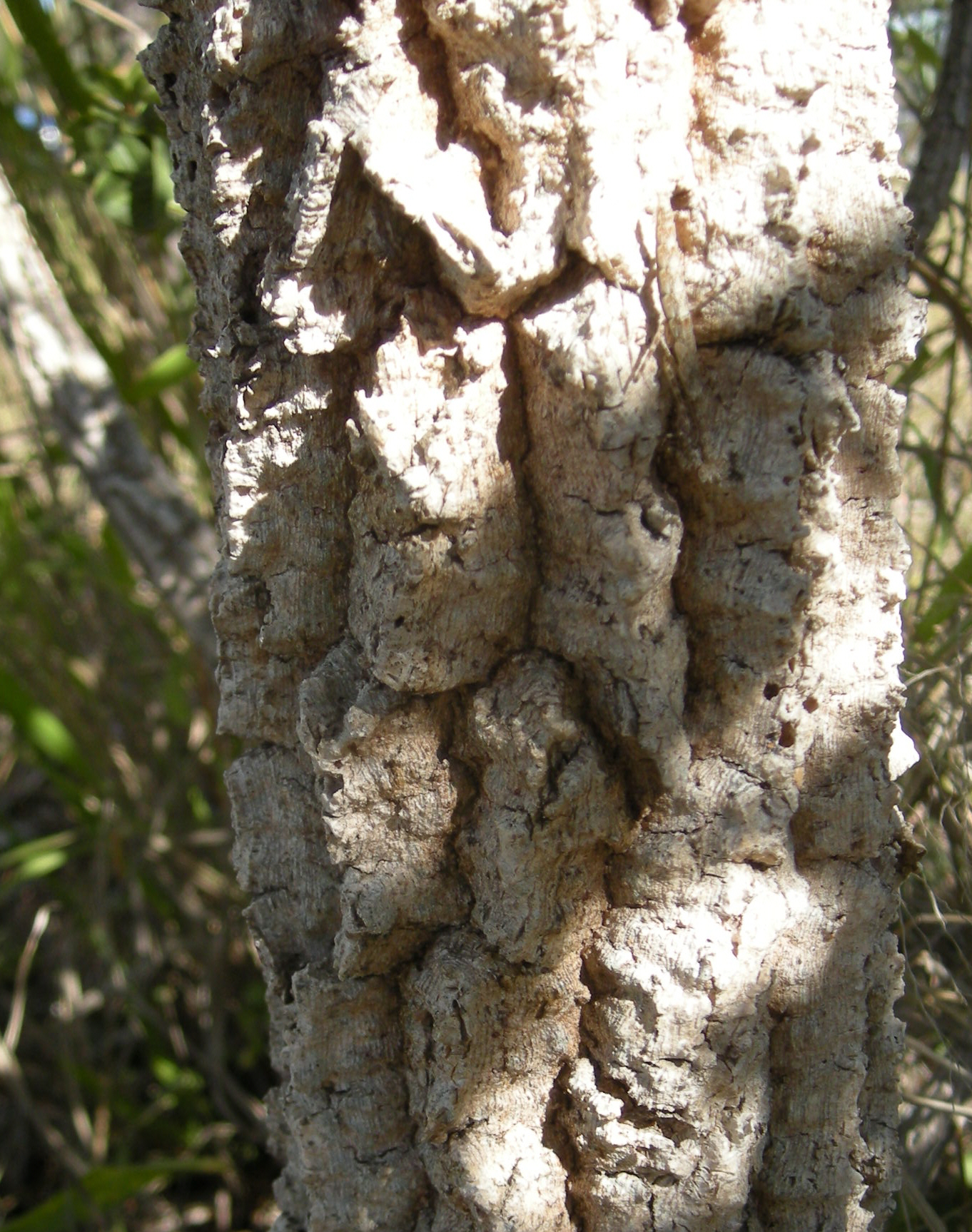